# آندره لژه
آندره لژه (فرانسوی: André Léger‎; ۵ مهٔ ۱۸۹۶ – ۹ مارس ۱۹۶۳) دوچرخه‌سوار اهل فرانسه بود.